# Kathryn Prescott
Kathryn Prescott, född 4 juni 1991 i Palmers Green, London Borough of Enfield, London, är en brittisk skådespelare. Prescott fick sitt genombrott för sin roll som tonåringen Emily Fitch i TV-serien Skins. Nästa större roll var i TV-serien Finding Carter, där hon spelade titelrollen. 
Prescott har en tvillingsyster, Megan, som också hade en roll i Skins.